# Порфирий Успенски
Порфи́рий Успе́нски (на руски: Порфи́рий Успе́нский, светско име на руски: Константи́н Алекса́ндрович Успе́нский; 8 (20) септември 1804, Кострома – 19 април (1 май) 1885, Москва) е епископ на Руската православна църква, епископ на Чихирин, викарий на Киевската епархия. Руски изтоковед, византолог, археолог и палеограф. Инициатор, организатор и първи директор на Руската духовна мисия в Йерусалим. Почетен член на руското Императорско православно палестинско общество.

## Научни приноси
Произведенията на Порфирий Успенски и до ден-днешен не са загубили своето значение, защото съдържат богат фактически материал, свързан с християнската археология, архитектура, книжнина.
По време на своите пътувания епископ Успенски открива за науката някои ценни паметници. На първо място това е Синайският кодекс на Библията от IV век. На него се дължи също и изнамирането на Синайския псалтир и Синайския евхологий.

## Сбирката на Порфирий Успенски
По време на своите пътешествия в Синай, Йерусалим и Атон, Порфирий Успенски събира ръкописи на различни езици – арабски, грузински, гръцки, етиоптски, славянски, сирийски, турски. Славянските кодекси и фрагменти наброяват 61, като те са български, руски и сръбски.
През 1883 г. сбирката постъпва в Публичната библиотека на Санкт Петербург (Руската национална библиотека), където и сега се съхранява.
По-известните славянски ръкописи от тази сбирка са следните :
1. Два глаголически листа от X – XI век, пергамент. Служебник. По форма и писмо приличат на Синайския евхологий. На библиотечната папка, с която сега са подвързани, се чете от ръката на Порфирий Успенски „Листи из Синайского служебника. Глаголица 2“. Листовете са взети от Успенски от Синайския манастир „Св. Екатерина“. Сега се пазят в неговата сбирка в Петербургската библиотека под сигнатура Глаг. 2. Спорът дали тези листове са част от Синайския евхологий е неразрешен , срв. и .
2. Откъслек от 3 листа от Драгановия миней, писан през втората половина на XIII в. на пергамент. Успенски отрязва листовете от ръкописа в Зографския манастир. Петербургската част се съхранява в РНБ под сигнатура Q.п.I.40. Зографската част е реставрирана, като са премахнати следите от плесен, която е засегнала текста. Ръкописът е изключително важен за българската средновековната литературна и езикова история, защото съдържа оригинална старобългарска химнография. Тук са поместени ранните редакции на службите за св. Иван Рилски, св.Петка Търновска, цар Петър, Кирил и Методий и Михаил Воин. Има и нотирани текстове, при които са използвани две системи за невмен запис. Кодексът е интересен и със своите тератологични инициали. Сега тази част се пази в библиотеката на манастира под № 54 .
3. Лист от Четвероевангелие, писано през 1305 г., пергамент. Откъслекът сега се пази под сигнатура Q.п.I.35 . Листът е откъснат от Порфирий Успенски от зографски ръкопис. Той се пази в манастира под № 40  . Зографската част сега съдържа 249 листа. Липсват: 24 листа в началото (цели три коли), по 1 лист между: лл. 129 и 130, 131 и 132, 231 и 232 и 3 или 4 листа в края. Книгата е писана в западните български книжовни центрове по източен извод. Приписката на л. 2а е от по-късно време, но посочва година на създаване 1305. Вероятно указанието за времето на написване е било на някой от изчезналите сега листове.
4. Откъслек от 1 л. Четвероевангелие, писано през 1322 г. в Търново на пергамент по нареждане на цар Георги II Тертер. Порфирий е написал с молив на първи лист: „6830 года. Болг. царя Георгия (Хиландар)“ (6830 – 5508 = 1322 г.). Както свидетелства бележката, листът е взет от Хилендарския манастир. Петербургската част е за първи описана и издадена през 1866 г. от И. И. Срезневски . При постъпването в библиотеката е описан отново. Съвременно описание на фрагмента е направено през 1953 г. от Е. Е. Гранстрем . Сега Петербургската част се пази в библиотеката под сигнатура F.п.I.84. Останалата част на ръкописа е в библиотеката на Хилендарския манастир  .
5. Лист от Четвероевангелие от 1562 г., хартия, писан с полуустав. Успенски го откъсва от ръкопис от Зографския манастир. Сега този фрагмент се пази в неговата колекция под сигнатура F.I.601 . Това е третият лист от 34-та тетрада на зографския кодекс. Манастирската част, съхранявана под № 38, е сега от 287 л., написана от книжовниците Павел и Ефрем. Ръкописът е богато украсен в балкански стил – с плетенични заставки и инициали, както и с растително-геометрични начални букви. Бележката на писачите с имената им и дата е на л.278б. Украсата е в духа на влашката ръкописна орнаментика и по всичко личи, че ръкописът има влашки произход  .
6. Лист от Апостол от 1630 г., хартия, писан в Черепишкия манастир с полуустав. Този лист сега се намира в сбирката на П. Успенски и се съхранява под сигнатура F.I.609. Зографската част се състои от 238 л. с много липси: от първа тетрада липсват 2 листа в началото, от 3-та – 4 л., от 6-а – 1, от 15-а – 2, от 23-та – 1 лисг. Последният лист наполовина е скъсан. Книжовникът съобщава за мястото на написването на ръкописа и годината на л. 238б. На същия лист по-късна приписка свидетелства за подаряването на ръкописа на Зографския манастир. Днес той се пази в манастирската библиотека под № 7  .
7. Лист от Служебен миней за месец септември, писан през 1642 г. в Етрополския манастир „Св. Троица“ (Варовитец) от Василий Софиянец (Софиянин). Листът е откъснат от Успенски от зографски ръкопис и сега се пази в неговата сбирка под сигнатура Q.п.I.622 . Зографската част съдържа 140 л. хартия. Ръкописът е добре запазен, липсват само 2 листа от 1-ва и 3 от 18-а тетрада. Писмото е изискан полуустав от етрополски тип. Ръкописът е богато украсен със заставки и инициали в балкански стил, флорални, маргинални орнаменти и множество богато разработени растително-геометрични инициали. Миниатюрата на л. 1а – св. Георги и змей в медальон – насочва към извода, че ръкописът е писан специално за Зографския манастир. На л. 1а има бележка на писача Василий Софиянец с неговото име, място на написване и дата: сы минеи исписа(х) василиа софиани(н) въ место ꙗтропол оу монастырь рекоми трѡица. и пренесе(х) въ ст҃оую горꙋ. въ монастырь зѡграф и приложи(х) оу цр(к)ва въ даръ ст҃го м(ч)ника геѡргіа ҂зр҃н [7150 – 5508 = 1642 г.]. В Зографската библиотека сега се съхранява под № 73  .
8. Лист от Октоих, писан на хартия през 1644 г. от поп Манасие. Този лист сега е в сбирката на Порфирий Успенски (F.I.616) и съдържа част от антифоните. Успенски взема листа от зографски ръкопис, който сега съдържа 252 л., писан със средногорски полуустав. Липсват два листа в началото и 18 листа между 23 и 26 тетрада. На л. 2а има красива заставка в балкански стил от преплетени кръгове, оцветена в жълто, синьо и червено. Бележката на писача е на л. 252а. В Зографската библиотека сега се съхранява под № 100 .
9. Лист от Псалтир от 1669 г., хартия, писан от Аврам Димитриевич в с. Сушица (сега град Карлово), както свидетелства приписката на книжовника на л. 154б. Този откъслек сега се пази в сбирката на епископ Порфирий в Руската национална библиотека под сигнатура F,I,585. В Зографския манастир се съхраняват 155 листа от ръкописа. Те са написани с красиво калиграфско писмо и изящна украса: на л. 2а – богата плетенична заставка с изображение на цар Давид; на л.1а – заставка в балкански стил; на л. 144-та – малка заставка с изображение на човешка глава. Срещат се геометрично-растителни инициали, също така плетенични, зооморфни и антропоморфни. На л. 154б, под бележката на Аврам Димитриевич, е поместена приписка за донасянето на ръкописа от настоятеля Мелетий от Знеполе. Зографската част от ръкописа е описвана многократно   .

## Трудове
- Указатель актов, хранящихся в обителях св. горы Афонской. Санкт-Петербург: Типография Императорской Академии наук, 1847.
- Первое путешествие в Синайский монастырь в 1845 году. Санкт-Петербург, Типография Императорской Академии наук, 1856.
- Второе путешествие в Синайский монастырь в 1850 году. Санкт-Петербург: Типография Морского кадетского корпуса, 1856
- Вероучение, богослужение и правила церковного благочиния египетских христиан (коптов). Санкт-Петербург, Типография Императорской Академии наук, 1856.
- Египет и Синай: виды, очерки, планы и надписи к путешествиям А. Порфирия. Санкт-Петербург: Типография Морского кадетского корпуса, 1857.
- Письмена Кинея Манафы на Синайских утесах. Санкт-Петербург: Типография Императорской Академии наук, 1857.
- Образцы русскаго перевода священных книг Ветхаго Завета. Труды Кіевской Духовной академіи, 1869, с. 4 – 212.
- История Афона. Труды Кіевской Духовной академіи, 1871, № 8
- 1‑я Маккавейская книга в переводе епископа Порфирия (Успенского). Труды Кіевской Духовной академіи, 1873, № 3, с. 285 –362.
- 2‑я Маккавейская книга в переводе епископа Порфирия (Успенского). Труды Кіевской Духовной академіи 1873, № 9, с. 269 – 323.
- 3‑я Маккавейская книга в переводе епископа Порфирия (Успенского). Труды Кіевской Духовной академіи, 1873, № 11, с. 1 –24.
- 4‑я Маккавейская книга в переводе епископа Порфирия (Успенского). Труды Кіевской Духовной академіи, 1873, № 11, с. 69 – 107.
- Восток Християнский. Сирия: список антиохийских патриархов. Киев, Типография Т. П. Ермеева, 1876.
- Первое путешествие в Афонские монастыри и скиты архимандрита, ныне епископа, Порфирия Успенского в 1845 году. Ч. 1, отд. 1 – 2. – Киев, типография В.Л. Фронцкевича, 1877.
- Второе путешествие по Святой Горе Афонской архимандрита, ныне епископа, Порфирия Успенского в годы 1858, 1859 и 1861 и описание скитов Афонских. Москва, Типо-литография Ефимова, 1880
- Псалтирь в русском переводе с греческого. Санкт-Петербург, Синодальная типография, 1893.
- Путешествие в Метеорские и Осоолимпийские монастыри в Фессалии в 1859 году. Санкт-Петербург, Издание Императорской Академии наук, 1896.
- Восток Христианский. Александрийская патриархия. Сборник материалов, исследований и записок, относящихся до истории Александрийской патриархии. Т. 1. Санкт-Петербург, Типография Императорской Академии наук, 1898.